# Nânâ Sâhib
Nânâ Sâhib - de son vrai nom Dhundu Pant - (vers 1820 - vers 1859) est un des chefs de la révolte des Cipayes.

## Biographie
Nânâ Sâhib est le râja de Bithoor, un micro-État princier près de Kânpur. Il est aussi le fils adoptif du dernier peshwâ, le premier ministre héréditaire des Marathes. Sa demande de reconnaissance, en 1853, comme peshwâ, suivant la coutume indienne de transmission, est refusée, ainsi que la pension associée, suivant la doctrine du lapse. Il fait appel de cette mesure à la Court of Directors de la Compagnie anglaise des Indes orientales à Leadenhall Street à Londres et envoie même son agent Azimulla pour plaider sa cause en Angleterre, mais sans succès.
Pendant les années qui suivent, Nânâ Sâhib semble avoir fait le deuil de son poste de peshwâ et il fréquente et distrait les fonctionnaires britanniques, civils et militaires, à Kânpur, et n'a aucunement, semble-t-il, l'intention de fomenter une révolte. Lorsque celle-ci éclate à Kânpur, le 4 juin 1857, il envoie ses troupes en soutien aux Britanniques, mais celles-ci se joignent aux rebelles et Nânâ Sâhib est quasiment forcé par les mutins, sous la menace, de prendre leur tête. Ses hommes massacrent la garnison et la colonie britanniques, mais rien ne prouve qu'il ait été le commanditaire de ces exactions, son rôle dans la révolte ayant été largement exagéré par des écrivains populaires et même par certains historiens. 
À la suite de l'écrasement de la rébellion, en juillet 1857, il s'enfuit au Népal où il finit certainement sa vie.

## Littérature
Nana Sahib apparait dans de nombreux romans. La littérature colonialiste du XIXe siècle a faussé en grande partie son implication dans la révolte des cipayes où il n'a en réalité été entrainé que malgré lui par les troupes qu'il avait envoyées à l'origine en soutien aux Britanniques mais qui ont finalement rejoint les rebelles.
- Nana-Sahib ou l'étrangleur des Indes, feuilleton de Pierre Zaccone publié dans L'Armée illustrée d'octobre 1857 à mai 1858.
- Nena Sahib, ou l'Insurrection des Indes par Clémence Robert, 1858.
- Voyage au pays des fakirs charmeurs de Louis Jacolliot, Dentu, 1881
- Nânâ Sâhib est le héros d'un drame éponyme de Jean Richepin en 1883. L'auteur y joua le premier rôle, en 1883, avec Sarah Bernhardt.
- Il est un des personnages principaux du roman de Jules Verne, La Maison à vapeur, avec son frère Bala Rao Sahib, Verne le faisant réapparaitre en 1867.
- Il est un des personnages principaux du roman Le Coureur des jungles de Louis Jacolliot, publié dans le Journal des voyages du 6 novembre 1887 au 27 janvier 1888, puis en volume en 1888 chez Marpon et Flammarion

## Jeux vidéo
Dans le jeu vidéo Age of empires III, Asian dynasties, le personnage du lieutenant Nanib Sahir, qui mène la révolte des cipayes, est fortement inspiré de de Nânâ Sahib.